# Белява (Великопольське воєводство)
Белява (пол. Bielawa) — село в Польщі, у гміні Злотув Злотовського повіту Великопольського воєводства.
Населення — 101 особа (2011).
У 1975-1998 роках село належало до Пільського воєводства.

## Демографія
Демографічна структура станом на 31 березня 2011 року:
|          | Загалом | Допрацездатний вік | Працездатний вік | Постпрацездатний вік |
| -------- | ------- | ------------------ | ---------------- | -------------------- |
| Чоловіки | 49      | 13                 | 35               | 1                    |
| Жінки    | 52      | 12                 | 37               | 3                    |
| Разом    | 101     | 25                 | 72               | 4                    |